# 구이도 3세 스폴레텐시스
구이도 3세 스폴레텐시스(라틴어: Guido III Spoletensis: 840년/855년 - 894년 12월 12일)는 이탈리아왕이자 스폴레토 공작, 카메리노의 후작이고, 신성 로마 제국의 황제(891년 - 894년)이었다. 황제 카를 3세가 폐위된 위 이탈리아의 유력자 가문이던 스폴레토 공작 구이도는 교황 포르모소에게 압력을 가한 뒤 신성 로마 제국 황제의 제관을 차지하였다. 이어 891년 아들 스폴레토의 람베르토 2세를 공동 황제 겸 이탈리아의 공동 국왕으로 선포하였다.
카롤루스 1세 마그누스의 셋째 아들 피피노 카를로만의 외증손으로 왕위 계승권에서는 먼, 지역의 귀족이었지만 887년 11월 비만왕 카를 3세가 조카 아르눌프의 쿠데타로 축출되면서 혼란한 틈을 타, 프리울리 후작 베렝가리오 1세와 이탈리아의 왕권을 놓고 경쟁하였고, 승리하여 889년 2월 16일 이탈리아의 왕관을 차지하였다. 이후 교황에게 압력을 넣어 신성 로마 제국 황제관을 차지하였다. 그러나 그의 제위를 인정하지 않는 교황과, 왕관 경쟁자인 베렝가리오 1세는 동프랑크 왕국의 아르눌프에게 계속 도움을 청하였다. 892년 이후 계속 동프랑크의 아르눌프의 공격을 받았고, 교황 포르모소와는 시종 불편한 관계를 유지했으며 그의 영향력은 이탈리아 중부와 남부에 한정되었다. 귀도 또는 구이도 3세로도 불리며, 위도 3세(Wido III)로도 불린다.

## 생애

### 출생과 가계 배경

외할아버지 싸이코가 새겨진 베네벤토 공국의 동전
(817년~832년에 사용되던 베네벤토의 데나리온 금화)

귀도는 스폴레토 공작 귀도 1세와 베네벤토의 싸이코(Sico of Benevento) 딸 이타의 아들로, 증조부 낭트의 귀도(818년 사망)는 샤를마뉴 때 796년부터 799년, 811년까지 샤를마뉴의 브르타뉴와 낭트 원정에 동행하였다. 증조부 귀도는 샤를마뉴 치세기간 중 낭트의 백작에 임명되었다가 후작으로 격상되었다. 친할아버지 낭트 백작 람베르토 1세는 로타르 1세의 측근으로, 834년부터 836년까지 스폴레토 공작에 임명되어 재직했다. 스폴레토 공작직은 롬바르드가 프랑크 왕국에 정복된 뒤, 프랑크 왕국 정부에서 임명되는 것이 보통이었으나 귀도 3세의 아버지 귀도 1세가 842년 황제 로타르 1세에 의해 스폴레토 공작에 임명되면서 스폴레토 공작령은 그의 집안이 계승하게 되었다.
귀도 3세는 친할머니 쪽으로 샤를마뉴의 먼 후손이었다. 아버지 귀도 1세는 낭트 백작 람베르토 1세와 롬바르디아의 아델라이드의 아들이었다. 친할머니 롬바르디아의 아델라이드(Adelaide of Lombardy)는 샤를마뉴의 아들로 롬바르디아의 왕인 피피노 카를로만의 딸이었다. 후일 황제가 되는 뚱보왕 카를 3세 및 황제관을 놓고 경쟁하는 베렝가리오 1세는 7촌 아저씨뻘 되는 친척이었다.
아버지 귀도 1세는 846년 로마를 침공한 사라센 족을 격퇴하여 명성을 얻었다. 또한 귀도 3세의 친 삼촌인 낭트 백작 낭트의 람베르토 3세(880년 사망)는 황제이자 중프랑크 왕국의 왕 로타르 1세의 딸 로틸데와 결혼하였다. 귀도 3세는 베네벤토 공작 아델히스의 딸 아겔트루드와 결혼하였다.

### 초기 활동
860년 형 스폴레토의 람베르토 1세가 스폴레토 공작위를 계승하였다. 아버지 귀도 1세는 그의 몫으로 스폴레토 지역의 동부지역을 물려준다 하였으나, 그는 받지 않았다. 귀도와 그의 형 람베르토 1세는 황제인 이탈리아인 루트비히에 대해 반기를 든 주요 지도자 중의 한 사람이었다. 867년 12월 13일 이후 귀도와 람베르토 형제는 수시로 교황령을 침공했고, 여러번 사면받았으나 계속 교황령 약탈을 계속하였다. 결국 871년 형 람베르토 1세는 스폴레토 공작직에서 면직되고 수포니드 가문 출신 수포 3세가 새로 공작에 임명된다. 귀도는 베네벤토로 피신, 베네벤토 공작 아델히스의 비호를 받았다. 아버지와 같은 이름의 아델히스는 그의 처남으로, 아겔트루드의 오빠 또는 남동생이었다. 875년 8월 이탈리아인 루트비히 사후 그해 10월 서프랑크 왕국의 대머리 카를 2세가 알프스산맥을 넘어와 이탈리아 왕관 및 신성 로마 제국 황제관을 차지하면서 형제는 사면받고, 다시 스폴레토로 돌아올 수 있었다. 876년 카메리노 후작이 되었다. 876년 6월부터는 아버지 귀도 1세의 유언대로 스폴레토의 동부 지역의 통치권을 위임받았다.
876년과 877년 귀도 3세는 교황 요한네스 8세를 도와, 이탈리아 남부 캄파니아의 지중해변으로 쳐들어온 사라센 군대와 맞서 싸웠지만 이렇다할 성과는 얻지 못했다. 878년 장인 아델히스가 암살당하자 귀도는 베네벤토 공국의 계승권에 개입하여 처가 친척 라델히스 2세와 대립했으나 실패했다.
귀도와 그의 형 람베르토 1세는 황제인 서프랑크 왕국의 대머리 카를 2세 및 교황 요한네스 8세, 나폴리의 귀족들과 함께 사라센인의 침략에 대비해 일시적으로 동맹관계를 형성하였다. 그러나 귀도와 그의 형 람베르토 1세는 평소 교황이나 나폴리, 남부 이탈리아의 귀족들과는 사이가 좋지 않았다.

### 스폴레토 공작
880년 형 스폴레토의 람베르토 1세 사후 조카인 귀도 2세가 공위를 계승하자, 882년에는 카를 3세에게 카메리노 후작직을 박탈당했고, 그의 카메리노 후작직은 조카 귀도 2세에게 주어졌다. 그러나 883년 조카를 축출하고 스폴레토 공작 겸 카메리노 후작이 되었다. 조카 귀도 2세는 얼마 뒤 전염병으로 사망했다.
그러나 그는 교황령의 일부 영토를 점유했고, 교황청과 수시로 갈등했다. 교황 요한네스 7세는 황제 카를 3세에게 도움을 요청했고, 882년 2월 황제 뚱보 카를 3세는 귀도와 그의 삼촌 낭트의 귀도를 라벤나의 종교회의에 호출하여 교황에게 사죄하게 하고, 귀도 3세가 불법으로 차지한 교황령을 모두 교황에게 되돌여주도록 명령했다. 그러나 귀도 3세는 반납을 거부했고, 카를 3세 황제는 그를 반역자로 규정하여 이탈리아로 군사를 보내, 프리울리 후작 베렝가리오 1세에게 지시하여 귀도를 정벌하게 했다. 그러나 베렝가리오 1세가 이끌고 온 동프랑크 왕국의 군대는 이탈리아 지역의 풍토병에 걸려 곧 물러나고 말았다. 884년 그는 가끔씩 가릴리아노(Garigliano) 등지를 침공해 들어온 사라센인들과 교전하였다. 그러나 귀도 3세는 패배한 사라센인들 중 일부를 가릴리아노에 정착하게끔 해주었다.
885년 1월 7일 베렝가리오 1세와 케른텐 공작 아르눌프 가 이끄는 군대가 파비아에 와 귀도 3세를 치죄하고 황제 카를 3세에게 용서 여부를 물었다. 귀도는 바로 베네벤토에서 반란을 일으켰다가 곧 추방당했다. 885년 7월 9일 교황 하드리아노 3세가 사망하고 9월 궐위인 교황에 교황 스테파노 5세가 선출되었다. 교황 스테파노 5세는 비만왕 카를 3세의 승인 없이 주교로 서임되고 교황으로 선출되었다. 그러나 카를 3세 황제는 그의 선출에 찬동하는 입장이었기 때문에 별다른 문제는 발생하지 않았다. 귀도는 새로 즉위한 교황 스테파노 5세와 우호적인 관계를 맺었다.
교황 스테파노 5세가 이슬람교도의 지휘관 아우킬리아(Aucilia)로부터 보호 요청을 하자 카를 3세는 스테파노의 보호 요청을 거부했다. 이때 스폴레토의 공작이던 귀도는 자신이 무슬림 이교도의 손에서 이탈리아의 가장 강력한 지도자를 보호하겠다고 약속했다. 그해 여름 이탈리아 남부 지역을 침략한 사라센인들을 물리쳐 교황령을 방어하였다. 그는 곧 교황으로부터 "영적인 아들 (figlio spirituale)"이라는 칭호를 얻기도 했다.

### 이탈리아의 혼란기
887년 11월 케른텐 공작 아르눌프가 쿠데타를 일으키자, 그는 다른 귀족들과 함께 랭스 대주교 풀크로부터 서프랑크 왕국으로 오라는 소환 명령을 받았지만 가지 않았다. 그는 이미 아르눌프와 동맹을 맺은 베렝가리오 1세에게 이탈리아의 왕관이 돌아가리라 예상했고 그대로 되었다. 그는 한편 자신이 파리 백작 외드와 함께 서프랑크 왕국 국왕 후보자로 지명되었음을 알게 되었다. 귀도 3세는 곧 자신이 서프랑크 왕국의 국왕으로 선출될 것이라 희망을 가지고 랑그르로 왔다. 그러나 그는 888년 2월의 서프랑크 귀족들의 선거에서 낙선, 외드가 서프랑크 왕국의 국왕에 당선되는 것을 보고, 자신의 영지가 있는 이탈리아 스폴레토로 되돌아갔다.
이탈리아 왕의 선거에도 출마했지만 귀족들은 프리울리의 베렝가리오 1세를 선택했다. 베렝가리오는 자신이 루이 경건왕의 외손자이자 가까운 친척임을 주장했고 귀족들은 이 점을 근거로 베렝가리오 1세를 지지했다. 교황 스테파노 5세와 동맹을 맺었던 귀도는 선거결과에 대해 이의를 제기하였다. 888년 1월 조카인 아르눌프의 쿠데타로 축출된 황제 카를 3세가 황제에서 퇴위하자, 귀도 3세는 888년 3월 자립을 선언하고 이탈리아의 왕으로 선언함과 동시에 교황 포르모수스에게 압력을 가해 신성 로마 제국 황제의 관을 차지했다. 889년 2월 16일에는 파비아에서 프리울리 후작 베렌가리오 1세를 격퇴하고 이탈리아 국왕으로 즉위했으며, 베렝가리오의 영향력하에 있는 프리울리, 제노바, 에밀리아로마냐 등 알프스산맥 근처와 이탈리아 북부를 제외한 나머지 지역을 실질적으로 통치하기 시작하였다. 이에 포르모수스는 동프랑크의 아르눌프에게 도움을 요청하였으나 아르눌프는 오지 못했다. 한편 프리울리 후작 베렝가리오 1세는 이탈리아 북부로부터 왕으로 추대되었고, 재위기간 내내 그와 다투었다.

### 이탈리아의 국왕

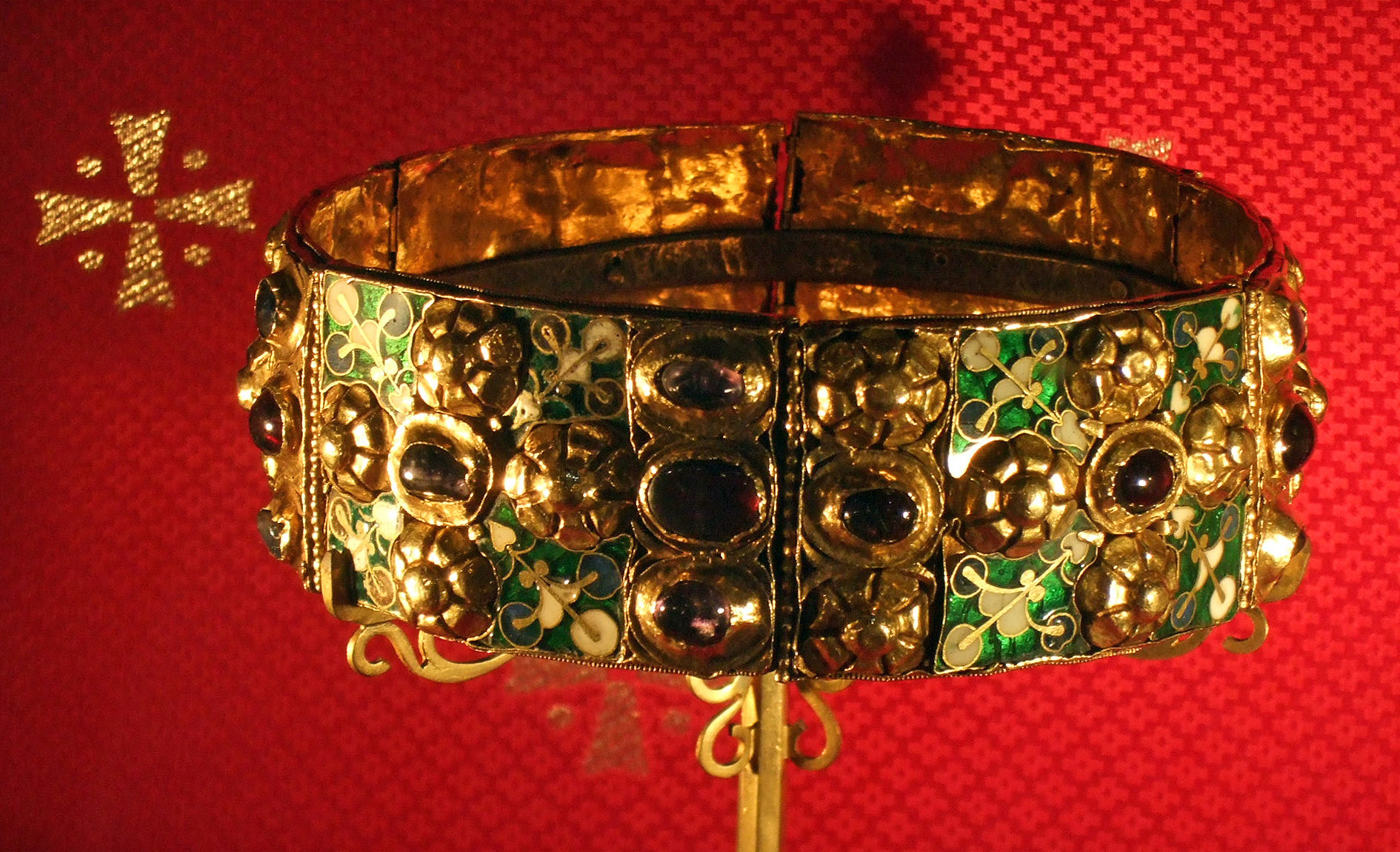
롬바르디아의 철제 왕관

888년 여름, 귀도 3세의 군대는 브레시아 강에서 프리울리 후작 베렝가리오 1세의 군대와 맞붙었고, 10월 알프스산맥 근처에서 자신의 추종자들을 결집하여 스스로를 이탈리아의 왕으로 주장했다. 888년 12월 파비아에서 열린 귀족들, 주교들의 선거에서 귀도 3세는 다시 이탈리아의 왕으로 당선되었다. 888년 12월 연말, 교황 스테파노 5세는 파비아에서 귀도 3세를 이탈리아의 왕으로 공인하였다. 그러나 베렝가리오 1세는 불복했고, 889년 1월 초 에밀리아로마냐의 트레비아 강변에서 베렝가리오 1세의 군대를 꺾고, 1월 주현절(예수 공현 대축일) 티베르강가에서 베렝가리오 1세의 군대를 최종적으로 격파했다. 한편 그는 주교들에게도 지지를 구했다. 파비아의 주교 시노드는 귀도를 지지하는 대가로 여덟 장의 계약서를 쓰게 했다. 시노드 주교는 귀도 3세에게 그때까지 교회와 수도원, 교황령에서 약탈한 재산을 모두 양도하는 것과 교회의 보호 및 관리, 사라센의 이교도들로부터의 보호를 조건으로 제시하였다. 귀도 3세는 즉각 응했고 시노드 주교는 이탈리아의 다른 주교들에게 연락을 취했다.
889년 2월 16일 파비아의 포강변 지유레어 이탈리아의 왕으로 대관식을 거행하였다. 이어 스폴레토 공작령과 카메리노 후작령은 아들 귀도 4세에게 넘겨주었다. 889년 3월 여동생 로틸드(Rotilde)의 남편인 토스카나 후작 아달베르토 2세 등의 도움으로 이탈리아 귀족들 과반수의 지지를 얻어, 베렝가리오를 꺾고 이탈리아의 패권을 확정하였다. 하지만 귀도의 정치적 영향력은 이탈리아 중부 티베르강 이남, 중부와 남부 이탈리아로 한정되었다. 5월 초 그는 아들 람베르토를 이탈리아의 섭정으로 임명하였다.

### 신성로마 황제 즉위
891년 2월 21일 그는 신성 로마 제국의 황제로 즉위하였다. 귀도는 즉위와 동시에 "새로운 프랑크 왕국(Renovatio Francorum)"을 선언하였다. 자신이 황제로 즉위한 2월 21일, 귀도 3세는 왕권을 확정하고자 바로 교황 스테파노 5세에 의해 아들 람베르토 2세에게 이탈리아 왕관을 주고, 람베르토 2세를 공동 황제 겸 이탈리아의 공동 국왕으로 선포하였다. 즉위한 후 귀도 3세는 카롤링거 왕조 시대의 전통을 그대로 유지하는 한편, 선대의 카피툴라리아(Capitulary)를 존중하였다. 그는 자신의 영지에 만족하여 다른 군주, 영주들의 영지를 넘보지 않았고, 또 북부 이탈리아를 통제하려 하지 않았다. 그의 영향력은 프리울리, 제노바 등의 지역을 비롯한 이탈리아 북부를 제외한 이탈리아 중, 남부에 한정되었다.
그러나 891년 9월 14일 교황 스테파누스 5세가 사망하고 10월 6일 새로 즉위한 교황 포르모소와 계속 갈등하였다. 교황 포르모소는 귀도와 아들 람베르토 2세를 불신했는데, 결국 교황 포르모소는 귀도 3세와 아들 람베르토 2세를 적법한 군주로 인정하기를 거부했다. 교황 포르모소는 892년부터 동프랑크의 아르눌프에게 도움을 청한다. 이후 동프랑크의 아르눌프는 수시로 알프스산맥을 넘어와 이탈리아를 공격했고, 그의 봉신이 된 부르고뉴의 라울과 자신의 아들 츠벤티볼트를 시켜 이탈리아를 공격하여 그를 괴롭혔다. 893년 봄 파비아에서 지형을 이용해 병력을 매복해 있다가 아르눌프의 군대를 격퇴했다. 그러나 893년 여름에는 아르눌프의 서자 츠벤티볼트가 군사를 이끌고 로마까지 쳐들어와 한때 피신하기도 했다. 이때 귀도 3세는 츠벤티볼트에게 막대한 데나리온 돈을 주어 되돌려보냈다. 그러나 893년 가을 츠벤티볼트는 다시 이탈리아 중부를 공략하여 그를 괴롭혔다.

### 전쟁과 최후
892년 4월 30일과 8월 30일, 그리고 893년 초, 귀도 3세는 라벤나를 방문하여 교황 포르모소에게 아들 람베르토를 공동 황제로 인정해줄 것을 요청했으나 거절당했다. 귀도는 군사적 압력을 행사하여 교황 포르모소에게 아들 람베르토의 공동 황제를 추인하도록 강요했다. 귀도는 황제나 왕의 아들을 공동 통치자로 승인하는 법을 제정하려 했지만 실패했다. 교황 포르모소는 비밀리에 아르눌프에게 사람을 보내 도움을 호소하였다.
동시에 귀도 3세는 사람을 보내 아르눌프의 소환 명령을 거부하고 외드와 대립하던 서프랑크의 단순왕 샤를 3세 생쁠을 보호하였다. 당시 서프랑크 왕국의 왕위를 요구하던 소년 단순왕 샤를 3세 생쁠와 893년 1월 28일 동맹을 맺었으나 샤를 3세 생쁠은 아직 소년이었으므로, 귀도는 서프랑크 왕국의 일부 주교들을 통해 샤를을 보호하게 하였다.
894년 아르눌프는 자신의 봉신이기도 한 베렝가리오 1세를 이탈리아 국왕으로 봉했고, 베렝가리오 1세는 다시 동프랑크 왕국의 아헨으로 갔다. 그 해 아르눌프는 다시 이탈리아를 공략하였다. 894년 가을 출정한 아르눌프의 군대는 알프스산맥을 넘어 베렝가리오 1세의 군대의 도움을 받아 베르가모와 밀라노, 트렌토, 파비아를 줄줄이 함락시키고 그에게 스폴레토로 은퇴할 것을 종용하였다. 그러나 곧 겨울이 되면서 혹한과 기상 악화에 시달리면서 아르눌프의 군대는 몇주 후 이탈리아를 떠나 독일로 되돌아갔고 귀도 3세는 곧 아르눌프-베렝가리오 군대에게 함락당했던 잃어버린 도시들을 모두 회복하였다. 귀도 3세는 자신의 요새화된 성에서 군사를 재정비하여 다시 전투를 치를 계획을 세우고 아내 아겔트루드와 아들 람베르토를 피신시킨 뒤, 자신은 타로 강을 넘어 스폴레토로 갔다. 그러나 귀도는 894년 12월 12일에 피아첸차에서 파르마로 가던 중 갑자기 사망하였다.

### 사후
귀도 3세의 시신은 파르마 성당에 매장되었다. 그의 부인 아델하이트의 보호 아래 공동국왕 겸 공동황제였던 람베르토 2세가 이탈리아 철왕관 및 신성 로마 제국 황제관을 계승하였다. 그러나 베렝가리오 1세와 아르눌프는 계승권에 대해 계속 이의를 제기하였다.
896년부터는 사실상 이탈리아는 그의 아들 람베르토 2세, 베렝가리오 1세, 아르눌프가 공동으로 소유권을 주장하게 되었다.

## 가족 관계
- 할아버지 : 람베르토 1세(836년 사망), 낭트 백작
- 할머니 : 롬바르디아의 아델라이드, 피피노 카를로만의 딸, 샤를마뉴의 손녀
  - 삼촌 : 람베르토 2세
  - 숙모 : 로틸드, 로타르 1세의 딸, 숙모이자 진외가 7촌 이모뻘
- 아버지 : 귀도 1세(860년 사망), 스폴레토 공작
- 어머니 : 베네벤토의 이타, 베네벤토의 싸이코(Sico of Benevento) 딸
  - 형 : 람베르토 1세
    - 조카 : 귀도 2세
- 부인 : 아겔트루드 드 토스카나, 베네벤토 공작 아델히스의 딸
  - 아들 : 람베르토 2세, 황제이자 이탈리아 왕
  - 아들 : 귀도 4세, 스폴레토 공작
- 장인 : 아델히스, 베네벤토 공작
- 장모 : 아겔트루드
- 처남 : 아델히스

## 같이 보기
- 케른텐의 아르눌프
- 신성 로마 제국
- 스폴레토 공작가
- 이탈리아

## 참고 자료
- Ludovico Antonio Muratori, Annali d'Italia, 1743-49
- A.A.V.V., Annali di Fulda, IX sec.
- E. Hlawitschka, Franken, Alemannien, Bayern und Burgundien in Oberitalien (774-962)
- L. Schiaparelli, I Diplomi di Guido e Lamberto, 1906
- René Poupardin, I regni carolingi (840-918), in Storia del mondo medievale, vol. II, 1999, pp. 583–635
- Tommaso di Carpegna Falconieri, Guido di Spoleto, in Dizionario biografico degli italiani, 61, Roma, Istituto della Enciclopedia Italiana, 2003, pp. 354–361

| 전임 베렌가리오 1세 | 이탈리아 왕 람베르토 2세와 공동 (891-894) 베렝가리오 1세와 대립 (889 - 894) 889년 - 894년 | 후임 람베르토 2세 |

| 전임 베렌가리오 1세 (비정통) | 신성 로마 제국 황제 람베르토 2세와 공동 (891-894) 베렝가리오 1세와 대립 (889 - 894) 889년 - 894년 | 후임 람베르토 2세 |

| 전임 귀도 2세 | 스폴레토 공작 883년 - 888년 | 후임 귀도 4세 |